# Séquanie
Inconnue – 51 av. J.-C.
Entités précédentes :
- Inconnue

Entités suivantes :
- République romaine : 
- Gallia comata

La Séquanie, également appelée Séquanaise, est le nom donné à la civitas des Sequani, c'est-à-dire le territoire qui était contrôlé par le peuple gaulois des Séquanes. Il s'étendait entre la Saône, le Jura, les Vosges
Ce territoire correspond à peu près à l'actuelle région française de Franche-Comté.